# 黃崖 (作家)
黃崖（1931年—1992年1月3日），是一名属于馬華文學流派的作家、編輯。

## 生平
1931年生於福建廈門。1949年，中國政權易幟，黃氏移居香港，擔任友聯出版社校對，後升任編輯，參與《大學生活》、《中國學生周報》。。1959年12月，南下馬來亞，負責《學生周報》文藝三版。據白垚回憶，他從臺灣帶來的現代文學雜誌，引起黃崖對意識流理論的興趣。1961年-1969年，主持《蕉風》編務，是目前學界承認出刊至今在任最久的主編，並成立文社串聯全國文藝青少年。特別是1962年促成北馬、中馬、南馬文社刊行《海天月刊》（梁園主編）、《荒原月刊》（魯莽主編）、《新潮月刊》（馬漢主編）。黃崖曾分别在1968年、1969年推动霹靂文藝研究會和南馬文藝研究會的成立。
20世纪80年代中期起，黃崖移居曼谷。

## 作品
- 《一顆星的隕落》，香港：文壇出版社，1954年。

- 《草原的春天》，香港：友聯，1957年。

- 《驚濤駭浪》，八打靈：蕉風，1959年。

- 《敲醒千万年的梦》，香港：国际图书公司，1959。

- 《霹靂河的哀怨》，八打靈：蕉風，1960年。

- 《航程》，吉隆坡：蕉風，1960年。

- 《浪花》，吉隆坡：蕉風，1961年。

- 《夢與醒》，八打靈：蕉風，1961年。

- 《紫藤花》，香港：高原，1961年。

- 《窗內、窗外》，八打靈：蕉風，1962年。

- 《得獎者》，香港：高原，1962年。

- 《迷濛的海峽》，香港：高原，1962年。

- 《三十四歲的小姐》，吉隆坡：蕉風，1962年。

- 《十字架上的愛神》，八打靈：蕉風，1963年。

- 《失喪者》，八打靈：蕉風，1963年。

- 《紅燈》，香港：高原，1964年。

- 《人、神》，八打靈：蕉風，1964年。

- 《烈火》，香港：高原，1965年。

- 《煤炭山風雲》，香港：新文化事業公司，1968。

- 《聖潔門》，香港：高原，1970年。

- 《雨後的斜陽》，香港：新文化事業供應公司，1970年。

- 《吉隆坡風雨季》，吉隆坡：國際文化，1976年。

- 《迷濛的海峽》，北京：中國友誼出版社，1986年。

## 研究現狀
- 馬漢〈黃崖新車北上南下推動文藝〉，《文林雜憶》，新加坡：青年書局，2008年。

- 年紅〈《新潮》，黃崖和我〉，《文藝春秋》，2008年3月16日。